# Kirsten Balle
Kirsten Helene Balle (født 22. september 1988 i Horsens) er en tidligere dansk håndboldspiller.
Hun sluttede karrieren på topplan i første omgang i Viborg HK i 2016 i en alder af 27. Hun kom til klubben i starten af 2015. Hun fik ophævet sin kontrakt med den polske klub efter et halvt år, og da et skadesramt Viborg hold manglede spillere, meldte Kirsten Balle sig til tjeneste. Efter en uges træning med den jyske topklub, smed det en kontrakt af sig. Hun har tidligere optrådt for Horsens HK, Silkeborg-Voel KFUM, Team Esbjerg og polske Energa Koszalin.
Fra 2016 til 2019 spillede hun som amatør i Viborg-klubben Søndermarkens IK i 2. division. I 2023 kom hun tilbage til elitehåndbolden, da hun vendte tilbage til Horsens HK, da klubben manglede reservespillere.
Kirsten Balle er udover håndbolden jurist.